# Tomàs Peire Serrate
Tomàs Peire Serrate (Sant Cugat del Vallès, 1979) és un compositor català.
Nascut a La Floresta, després d'estudiar piano al Conservatori de Sant Cugat, el 2006 comença composició a l'Escola Superior de Música de Catalunya amb Salvador Brotons i el 2010 a l'Acadèmia Sibelius a Hèlsinki. Va obtenir una beca de La Caixa per ampliar els seus coneixements a la Universitat de Nova York (NYU), on va aconseguir un màster de música per a cinema i es va graduar amb el premi Elmer Bernstein. En acabat, el 2013, es va traslladar a Los Angeles, on viu actualment.
El 2017 es va encarregar d'ordenar i classificar tot el treball inconclús del compositor de bandes sonores James Horner.
Les composicions de Peire han estat interpretades per orquestres dels Estats Units i Europa i comprenen obres per a orquestra simfònica; de cambra, entre les quals ha escrit peces per a quartets de guitarra, de corda, clarinet i corda; duos per a violoncel i guitarra, 2 pianos a quatre mans; o solistes per a piano, contrabaix, arpa, acordió. També ha compost peces vocals per a cantants i acompanyament instrumental, entre les quals Five Haiku (2019), per a soprano i orquestra, que va guanyar el primer premi al Concurs de composició "New Vision" de Nova York i Bamboo Shoots, per a soprano, cor i orquestra, basat en un poema de Liu Yuki, que va guanyar el Gran Premi del Concurs de Composició del Festival Suzhou (Xina, 2020). La seva peça per a orquestra de cambra Collapse va guanyar el tercer lloc al Concurs Internacional Krzysztof Penderecki per a Joves Compositors.
També ha escrit les bandes sonores per cinema de ficció, documentals, programes de televisió i experiències de realitat virtual, per a Universal Pictures, Amazon Studios, BBC, Netflix, Warner Bros o HBO.
El 2018 va rebre un premi de l'American Composers Orchestra (ACO) per la versió simfònica de Rauxa, que prèviament havia estrenat la Banda Municipal de Barcelona. El 2023 la complementà en forma de díptic amb Seny, que s'estrenà al Teatre-Auditori de Sant Cugat per encàrrec de l'Orquestra Simfònica Sant Cugat, en ambdues ocasions sota la direcció de Salvador Brotons.